# Liste der Gouverneure von Meghalaya
Diese Liste der Gouverneure von Meghalaya enthält die von indischen Staatspräsidenten ernannten Gouverneure des nordostindischen Bundesstaats Meghalaya mit ihren Amtszeiten. Am 21. Januar 1972 wurde Meghalaya zum eigenständigen Bundesstaat erklärt (nach dem Bangladesch-Krieg), vorher war es mit Teilautonomie ein Teil des großen Bundesstaats Assam (wie auch die benachbarten Tripura und Manipur). Noch bis 1989 war der Gouverneur von Assam auch für Meghalaya zuständig (bis 1981 auch für Tripura und Manipur).
| #  | Name                                 | Amtsantritt        | Amtsende                    |
| -- | ------------------------------------ | ------------------ | --------------------------- |
| 1  | Braj Kumar Nehru (1909–2001)         | 21. Januar 1972    | 18. September 1973          |
| 2  | Lallan Prasad Singh (1912–1998)      | 19. September 1973 | 11. August 1981             |
| 3  | Prakash Chandra Mehrotra (1925–1988) | 12. August 1981    | 28. März 1984               |
| 4  | Tribeni Sahai Misra (1922–2005)      | 29. März 1984      | 15. April 1984              |
| 5  | Bhishma Narain Singh (1933–2018)     | 16. April 1984     | 11. Mai 1989                |
| 6  | Harideo Joshi (1921–1995)            | 12. Mai 1989       | 26. Juli 1989               |
| 7  | A. A. Rahim (1920–1995)              | 27. Juli 1989      | 8. Mai 1990                 |
| 8  | Madhukar Dighe (1920–2014)           | 9. Mai 1990        | 18. Juni 1995               |
| 9  | M. M. Jacob (1928–2018)              | 19. Juni 1995      | 26. Juni 2001               |
| 10 | Amolak Rattan Kohli (* 1942)         | 27. Juni 2001      | 31. Juli 2001               |
| 11 | M. M. Jacob (1928–2018)              | 1. August 2001     | 7. Dezember 2001            |
| 12 | Arvind Dave (* 1940)                 | 8. Dezember 2001   | 8. Dezember 2001            |
| 13 | M. M. Jacob (1928–2018)              | 9. Dezember 2001   | 14. Juni 2006               |
| 14 | Shivinder Singh Sidhu (1929–2018)    | 15. Juni 2006      | 15. Juni 2006               |
| 15 | M. M. Jacob (1928–2018)              | 16. Juni 2006      | 11. April 2007              |
| 16 | Banwari Lal Joshi (1936–2017)        | 12. April 2007     | 28. Oktober 2007            |
| 17 | Shivinder Singh Sidhu (1929–2018)    | 29. Oktober 2007   | 30. Juni 2008               |
| 18 | Ranjit Shekhar Mooshahary (* 1946)   | 1. Juli 2008       | 7. Juli 2013                |
| 19 | Krishan Kant Paul (* 1948)           | 8. Juli 2013       | 6. Januar 2015              |
| 20 | Keshari Nath Tripathi (1934–2023)    | 6. Januar 2015     | 19. Mai 2015                |
| 21 | V. Shanmuganathan (* 1949)           | 20. Mai 2015       | 27. Januar 2017 (Rücktritt) |
| 22 | Banwarilal Purohit (* 1940)          | 27. Januar 2017    | 5. Oktober 2017             |
| 23 | Ganga Prasad (* 1939)                | 5. Oktober 2017    | 25. August 2018             |
| 24 | Tathagata Roy (* 1945)               | 25. August 2018    | 18. August 2020             |
| 25 | Satya Pal Malik (1946–2025)          | 19. August 2020    | 3. Oktober 2022             |
| 26 | B. D. Mishra (* 1939)                | 4. Oktober 2022    | 18. Februar 2023            |
| 27 | Phagu Chauhan (* 1948)               | 18. Februar 2023   | 30. Juli 2024               |
| 28 | C.H. Vijayashankar (* 1956)          | 30. Juli 2024      | im Amt                      |